# Iglesia de San Miguel Arcángel (Luzhki)
La iglesia de San Miguel Arcángel (en bielorruso: Касцёл Св. Арханёла Міхала y Лужках; en polaco: Kościół św. Michała Archanioła) es un edificio religioso que pertenece a la Iglesia católica y se localiza en Luzhki, Bielorrusia.

## Historia
El 24 de agosto de 1741, el propietario de Luzhki, el castellano de Pólotsk, Walerian Żaba, fundó una iglesia y un monasterio para la orden de los escolapios. La iglesia fue construida de ladrillo entre los años 1744-1756. 
En 1832, después del fracaso del Levantamiento de Noviembre, el colegio con su escuela de 6 grados fue cerrado, el monasterio fue disuelto y los monjes fueron expulsados. En 1835 la iglesia fue abandonada, pero en 1843 la iglesia fue reconstruida como templo ortodoxo y el monasterio fue destruido. El 8 de septiembre de 1851, la iglesia fue consagrada por el obispo de Vilna, Wacław Żyliński.
Con el establecimiento de la Segunda república polaca, la Iglesia volvió a la iglesia católica. Tras pasar a manos de la Unión Soviética, la iglesia fue cerrada en 1949 y en el edificio pasó a almacenarse fertilizantes.
En 1988 la iglesia fue devuelta a los católicos y, tras una renovación, reabrió sus puertas en 1990.

## Arquitectura
La iglesia fue construida en barroco de Vilna con rasgos característicos y una gran riqueza escultórica decorativa. La bóveda está decorada con ornamentos y pinturas. El altar mayor estaba decorado con figuras de madera que han sido destruidas. Sobre la entrada hay un coro con balaustrada ondulada.

## Galería

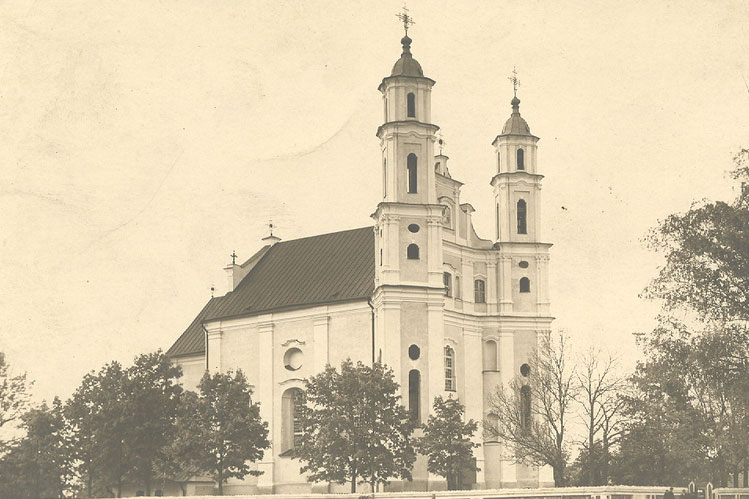
Iglesia alrededor de 1914
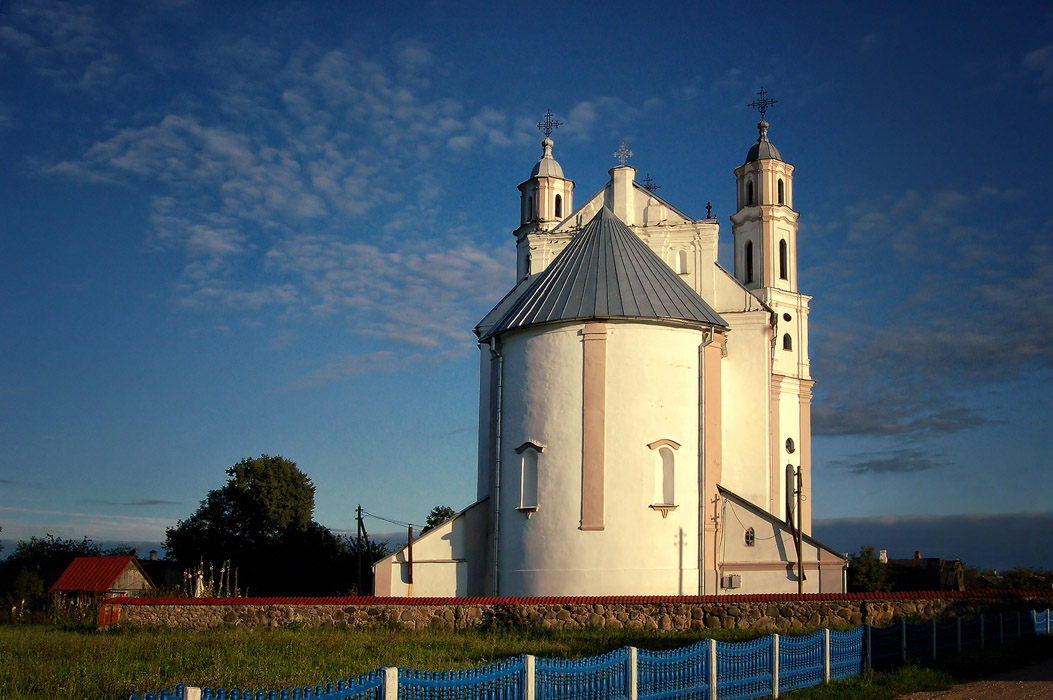
Parte trasera
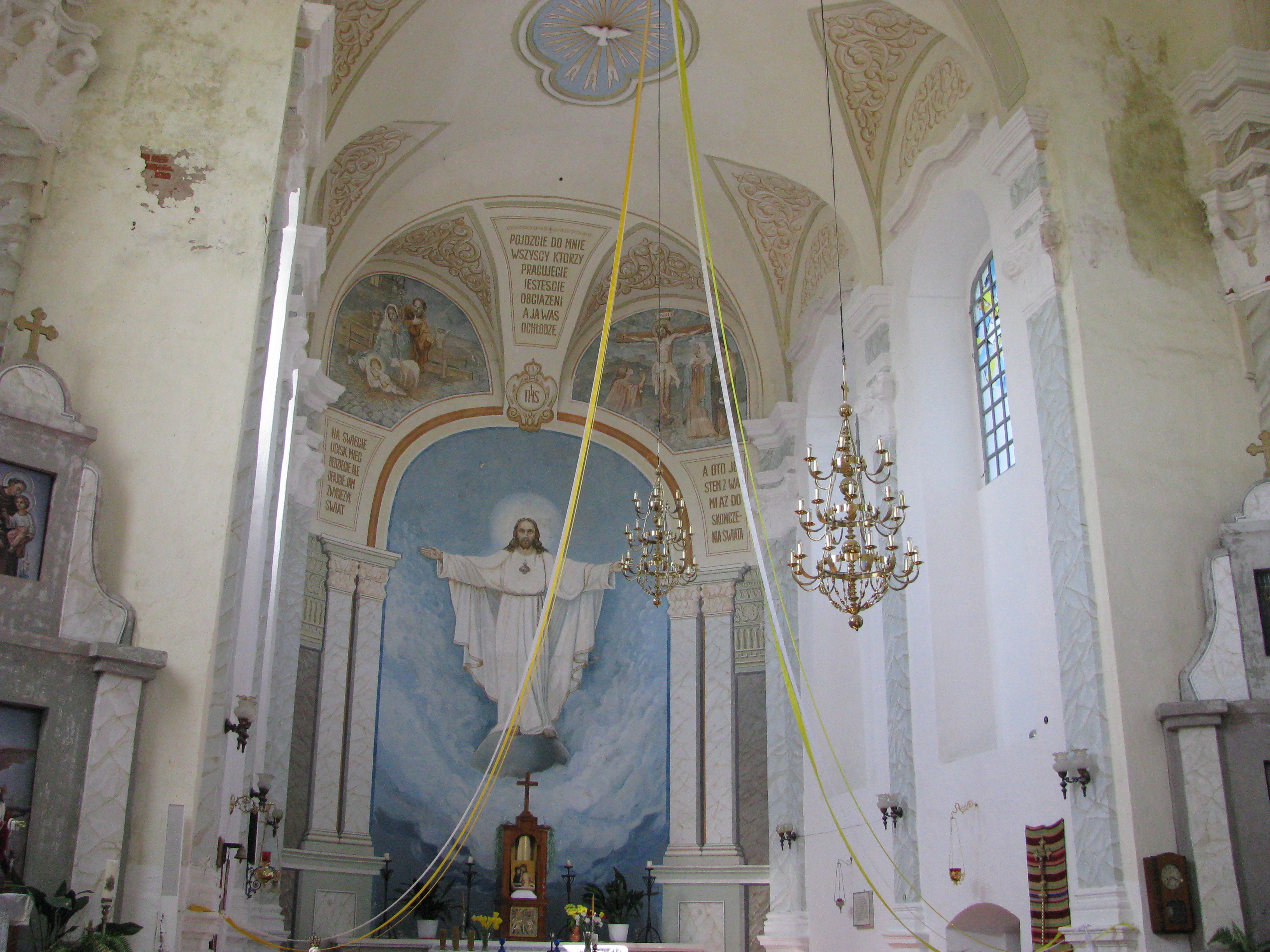
Interior de la iglesia